# Uli Kusch
Ulrich Kusch (Aquisgrana, 11 marzo 1967) è un batterista tedesco; è conosciuto principalmente per aver suonato con band quali: Helloween, Gamma Ray, Masterplan e Holy Moses.

## Storia
Durante gli anni '80 fino ai primi anni '90 Uli suona con varie band tra cui i Rage, gli Holy Moses e gli Headhunter.
Nel 1990 Kai Hansen lo recluta per suonare nei Gamma Ray, con cui pubblica l'album Sigh No More ed il live Heading For The East.
Nel 1993 Uli lascia i Gamma Ray per unirsi agli Helloween al posto di Ingo Schwichtenberg; milita in questa band per ben 6 anni e fa parte integrante della rinascita artistica degli stessi, con i quali incide Master of the Rings, The Time of the Oath, Metal JukeBox, Better Than Raw, The Dark Ride ed il doppio disco dal vivo High Live, lavorando anche come compositore.
A causa di divergenze in seno agli Helloween, successivamente, Uli e Roland Grapow abbandonano la band e fondano i Masterplan, con i quali Uli pubblica solamente i primi due album: Masterplan e Aeronautics.
Nel 2006  forma i Ride the Sky, con cui l'anno successivo pubblica l'unico disco New Protection.
Nel 2011 partecipa al disco della super-band Symfonia, con Timo Tolkki e Andre Matos, ma non prende parte al tour perché infortunatosi gravemente ad una mano; il progetto si conclude alla fine del tour.
Dal 2013 Uli abbandona le scene, ritirandosi a vita privata come insegnante di batteria in Norvegia, dove vive da qualche anno, e partecipando saltuariamente come freelance in vari progetti.

## Discografia

### Con gli Holy Moses
- 1989 - The New Machine of Liechtenstein
- 1990 - World Chaos

### Con i Gamma Ray
- 1991 - Sigh No More

### Con gli Axe La Chapelle
- 1994 - Grab What You Can

### Con gli Helloween
- 1994 - Master of the Rings
- 1996 - The Time of the Oath
- 1996 - High Live
- 1998 - Better Than Raw
- 2000 - The Dark Ride

### Con Roland Grapow
- 1997 - The Four Seasons of Life

### Con i Catch the Rainbow
- 1999 - Catch the Rainbow - A Tribute to Rainbow

### Con Sinner
- 2000 - The End Of Sanctuary

### Con i Masterplan
- 2003 - Masterplan
- 2005 - Aeronautics

### Con i Beautiful Sin
- 2005 - The Unexpected

### Con i Mekong Delta
- 2007 - Lurking Fear

### Con i Ride the Sky
- 2007 - New Protection

### Con i Symfonia
- 2011 - In Paradisum